# Welsh Open 1972
Il Welsh Open 1972 (conosciuto anche come Green Shield Welsh Championships per motivi di sponsorizzazione) è stato un torneo di tennis giocato sull'erba. È stata la 2ª edizione del torneo, che fa parte del Women's International Grand Prix 1972. Si è giocato a Newport in Gran Bretagna, dal 10 al 16 luglio 1972.

## Campionesse

### Singolare
Kerry Reid ha battuto in finale  Virginia Wade con il punteggio di 7–5, 6–2

### Doppio
Judy Tegart /  Betty Stöve hanno battuto in finale  Kerry Harris /  Kerry Reid con il punteggio di 7–5, 6–4